# نهر وصلة (أبشار)
نهر وصلة (بالفارسية: نهروصله) هي منطقة سكنية تقع في إيران في أبشار. يقدر عدد سكانها بـ 898 نسمة بحسب إحصاء 2016.